# Saint-Étienne-des-Oullières
Saint-Étienne-des-Oullières és un municipi francès situat al departament del Roine i a la regió d'Alvèrnia-Roine-Alps. L'any 2007 tenia 1.768 habitants.

## Demografia

### Població
El 2007 la població de fet de Saint-Étienne-des-Oullières era de 1.768 persones. Hi havia 623 famílies de les quals 127 eren unipersonals (49 homes vivint sols i 78 dones vivint soles), 164 parelles sense fills, 287 parelles amb fills i 45 famílies monoparentals amb fills.
La població ha evolucionat segons el següent gràfic:
Habitants censats

### Habitatges
El 2007 hi havia 706 habitatges, 643 eren l'habitatge principal de la família, 33 eren segones residències i 30 estaven desocupats. 589 eren cases i 111 eren apartaments. Dels 643 habitatges principals, 385 estaven ocupats pels seus propietaris, 222 estaven llogats i ocupats pels llogaters i 37 estaven cedits a títol gratuït; 2 tenien una cambra, 26 en tenien dues, 84 en tenien tres, 178 en tenien quatre i 354 en tenien cinc o més. 520 habitatges disposaven pel capbaix d'una plaça de pàrquing. A 269 habitatges hi havia un automòbil i a 336 n'hi havia dos o més.

### Piràmide de població
La piràmide de població per edats i sexe el 2009 era:
| Homes | Edats   | Dones |
| ----- | ------- | ----- |
| 0     | 95 o +  | 0     |
| 4     | 90 a 94 | 8     |
| 4     | 85 a 89 | 16    |
| 4     | 80 a 84 | 16    |
| 16    | 75 a 79 | 12    |
| 24    | 70 a 74 | 16    |
| 20    | 65 a 69 | 52    |
| 32    | 60 a 64 | 44    |
| 52    | 55 a 59 | 36    |
| 44    | 50 a 54 | 16    |
| 28    | 45 a 49 | 36    |
| 60    | 40 a 44 | 40    |
| 56    | 35 a 39 | 68    |
| 68    | 30 a 34 | 96    |
| 56    | 25 a 29 | 48    |
| 52    | 20 a 24 | 40    |
| 36    | 15 a 19 | 56    |
| 48    | 10 a 14 | 40    |
| 44    | 5 a 9   | 76    |
| 60    | 0 a 4   | 56    |

## Economia
El 2007 la població en edat de treballar era de 1.118 persones, 866 eren actives i 252 eren inactives. De les 866 persones actives 826 estaven ocupades (428 homes i 398 dones) i 40 estaven aturades (15 homes i 25 dones). De les 252 persones inactives 67 estaven jubilades, 105 estaven estudiant i 80 estaven classificades com a «altres inactius».

### Ingressos
El 2009 a Saint-Étienne-des-Oullières hi havia 678 unitats fiscals que integraven 1.860 persones, la mediana anual d'ingressos fiscals per persona era de 18.296 €.

### Activitats econòmiques
Dels 108 establiments que hi havia el 2007, 5 eren d'empreses alimentàries, 2 d'empreses de fabricació de material elèctric, 7 d'empreses de fabricació d'altres productes industrials, 18 d'empreses de construcció, 26 d'empreses de comerç i reparació d'automòbils, 4 d'empreses de transport, 4 d'empreses d'hostatgeria i restauració, 2 d'empreses d'informació i comunicació, 6 d'empreses financeres, 5 d'empreses immobiliàries, 14 d'empreses de serveis, 9 d'entitats de l'administració pública i 6 d'empreses classificades com a «altres activitats de serveis».
Dels 37 establiments de servei als particulars que hi havia el 2009, 1 era una oficina de correu, 3 oficines bancàries, 4 tallers de reparació d'automòbils i de material agrícola, 4 paletes, 4 guixaires pintors, 5 fusteries, 3 lampisteries, 1 electricista, 4 perruqueries, 4 restaurants, 3 agències immobiliàries i 1 saló de bellesa.
Dels 10 establiments comercials que hi havia el 2009, 1 era una botiga de menys de 120 m², 2 fleques, 2 carnisseries, 1 una llibreria, 2 botigues d'electrodomèstics i 2 floristeries.
L'any 2000 a Saint-Étienne-des-Oullières hi havia 98 explotacions agrícoles que ocupaven un total de 825 hectàrees.

## Equipaments sanitaris i escolars
L'únic equipament sanitari que hi havia el 2009 era una farmàcia.
El 2009 hi havia 1 escola maternal i 1 escola elemental.

## Poblacions més properes
El següent diagrama mostra les poblacions més properes.